# Lasersko rezanje
Lasersko rezanje je uveljavljen postopek za natančne reze po konturni ravnini, poznamo pa tudi 3D-rezanje ter rezanje cevi in profilov. Lasersko rezanje ima prednosti, kot so hitrost, natančnost in hitrost. Uveljavljenih je več vrst laserskega rezanja, ki uspešno tekmujejo s konkurenčnimi postopki (rezanjem z vodnim curkom, z žično erozijo idr.). Slaba stran so edino visoki investicijski in obratovalni stroški, zato lasersko rezanje vedno ne prekaša konkurence. Z laserjem lahko poleg kovin učinkovito režemo polimere, keramiko, les, usnje, tekstil in druge materiale.